# CASA C-212
Die CASA C-212 „Aviocar“ ist ein von der früheren spanischen CASA, aufgegangen in der heutigen Airbus Defence and Space, für militärische Zwecke entwickeltes Transportflugzeug. Das Muster war die Antwort des Flugzeugherstellers CASA auf die Forderung vieler Luftstreitkräfte nach einem leichten Transportflugzeug, das sich auch in unerschlossenen Gebieten ohne befestigte Start- und Landebahn einsetzen lässt. Es wird auch von zivilen Luftfahrtunternehmen eingesetzt.

## Beschreibung
Um diesen Ansprüchen gerecht zu werden, wurde die C-212 speziell als Hochdecker mit starrem Fahrwerk entwickelt. Sie ist mit Turboprop-Triebwerken ausgestattet, hat STOL-Eigenschaften, jedoch keine Druckkabine. Der Erstflug erfolgte am 26. März 1971.
Durch die geräumige Kabine und die Heckladerampe lässt sich die C-212 sehr gut als taktischer Transporter einsetzen. Dank der Nutzlast von 2950 kg lässt sich alles von 25 Fallschirmjägern über 12 Krankentragen und 4 Ärzten bis hin zu Triebwerken von Kampfflugzeugen transportieren.
Aus der normalen Version wurden auch verschiedene Spezialversionen wie beispielsweise für die Seeüberwachung oder die elektronische Kampfführung entwickelt.
Bis heute wurden 477 Flugzeuge in 40 Länder verkauft.
Seit der Integration der Militärflugzeugsparte der CASA in Airbus Military gehört auch die C-212 zur Produktpalette von Airbus.
Die indonesische Firma Nurtanio (später IPTN) baute zwischen 1975 und 1993 insgesamt 94 Einheiten (Werksnummern 1N bis 66N und 68N bis 95N) der C-212 als NC-212 in Lizenz. Airbus schloss mit der indonesischen Firma PT Dirgantara Indonesia (PT DI, auch IAe/Indonesian Aerospace) 2013 einen Vertrag über die Entwicklung einer neuen Variante namens NC-212i. Erste Maschinen dieses Typs wurden an die Philippinischen Luftstreitkräfte, Vietnam und Thailand geliefert.
Zudem entwickelte Indonesian Aerospace die N219 auf Basis der C-212, eine 19-sitzigen Passagiermaschine, welche insbesondere zur Anbindung abgelegener Inseln gedacht ist und auch von unbefestigten Pisten operieren kann. 
Die vorübergehend bei der 6th Special Operations Squadron (16th Special Operations Wing) der USAF eingesetzten Maschinen wurden dort als CASA C-41A bezeichnet.

## Militärische Betreiber

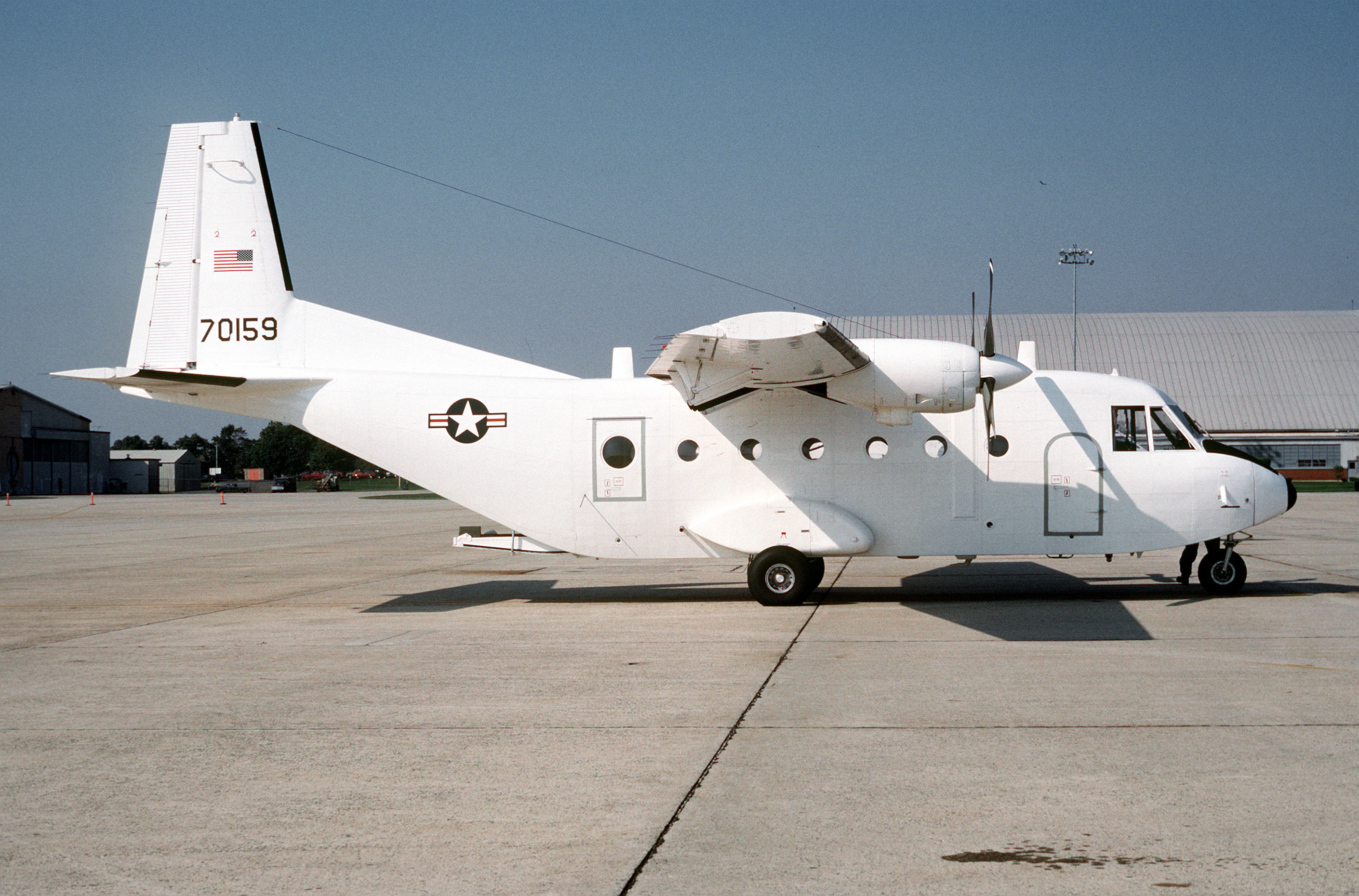
Air Force Special Operations Command C-41A (C-212-200).

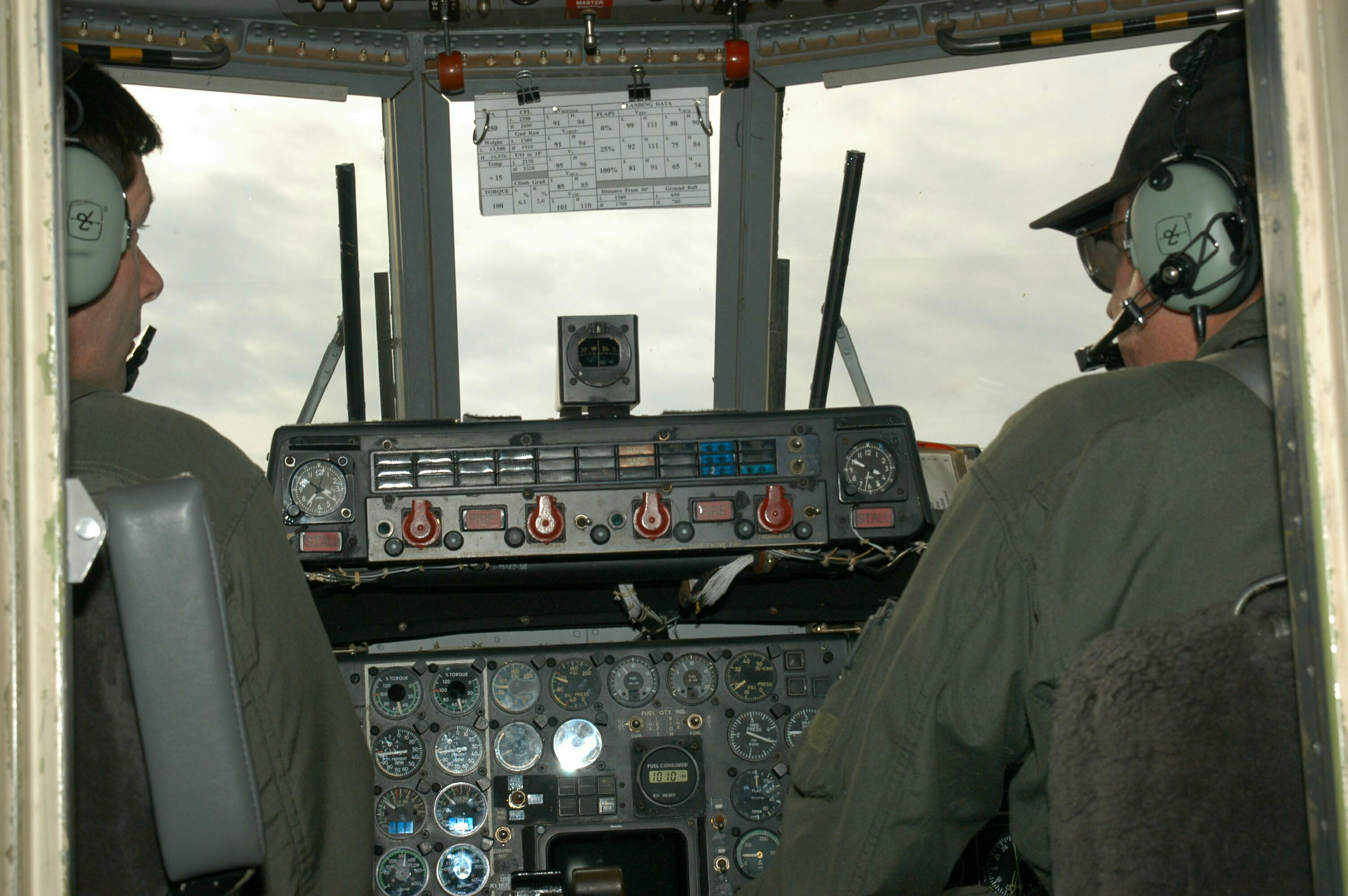
Cockpit einer C-212 des Air Force Special Operations Command

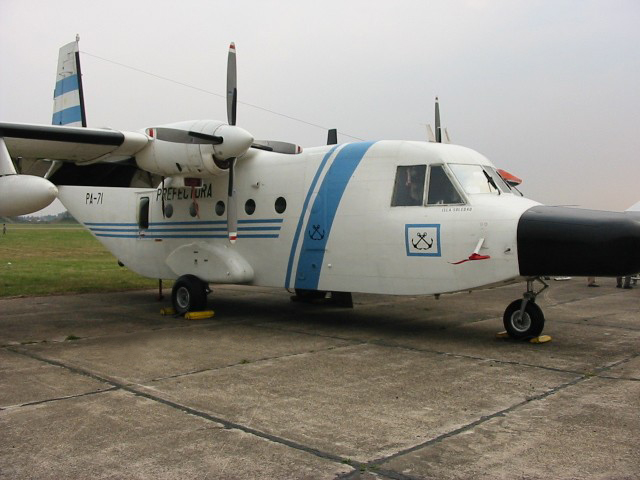
Eine C-212 der argentinischen Küstenwache

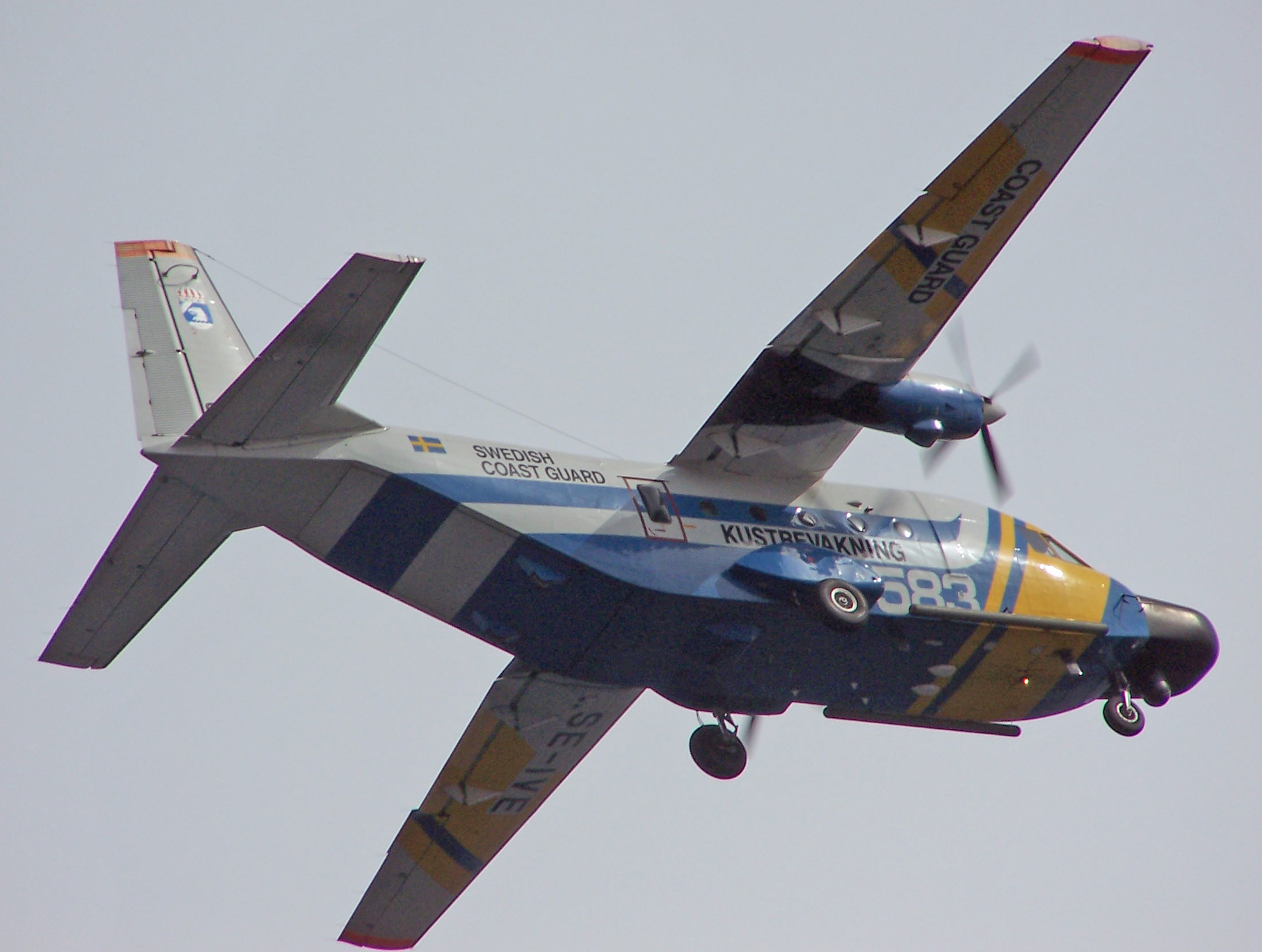
C-212 der schwedischen Küstenwache

- Abu Dhabi
- Äquatorialguinea
- Angola
- Argentinien
- Bolivien
- Bophuthatswana
- Botswana
- Chile
- Dominikanische Republik
- Dschibuti
- Ecuador
- Frankreich
- Indonesien
- Jordanien
- Kolumbien
- Lesotho

Lesotho Defence Force
- Mexiko
- Malta
- Nicaragua
- Panama
- Paraguay
- Philippinen
- Portugal
- Senegal
- Simbabwe
- Spanien
- Südafrika
- Suriname
- Schweden
- Thailand
- Transkei
- Tschad
- Uruguay

Fuerza Aérea Uruguaya
- Vereinigte Staaten

United States Air Force – als C-41A.
United States Coast Guard
- Venda
- Venezuela
- Vietnam
- Zaire

## Zwischenfälle
Vom Erstflug 1971 bis Dezember 2017 kam es mit CASA C-212 zu 84 Totalschäden von Flugzeugen. Bei 60 davon kamen 598 Menschen ums Leben. Beispiele:
- Am 15. Januar 1990 wurde eine CASA C-212-200 der costa-ricanischen Sansa Regional Airline (SANSA) (TI-SAB) im Steigflug nach dem Start vom Flughafen San José 16 km entfernt davon in einen wolkenverhüllten Berg geflogen. Alle 23 Insassen (3 Besatzungsmitglieder und 20 Passagiere) wurden bei diesem CFIT (Controlled flight into terrain) während eines Sichtfluges getötet (siehe SANSA-Flug 32).[11]

- Am 9. Juli 1991 wurde eine CASA C-212 Aviocar 200 der peruanischen Aerochasqui (OB-1218) kurz nach dem Start vom Flugplatz Bellavista (Peru) wegen des Verdachts auf Drogenschmuggel von wahrscheinlich selbst unter Drogeneinfluss stehenden Polizisten abgeschossen. Alle 15 Menschen an Bord starben (siehe auch Abschuss einer CASA Aviocar der Aerochasqui).[12]

- Am 19. Dezember 2001 wurde eine CASA C-212 Aviocar der Dirgantara Air Services (PK-VSB) am Flughafen Long Bawan bei laufendem Triebwerk entladen. Ein Mann, der dabei half, wurde durch einen Propeller getötet (siehe auch Flugunfall einer CASA Aviocar am Flughafen Long Bawan 2001).[13]

- Am 11. April 2002 war eine CASA C-212 Aviocar der Sabang Merauke Raya Air Charter (PK-ZAI) am Flughafen Sabang-Maimun Saleh zum Start vom Vorfeld losgerollt, als eine Person, die sich zu dem Flug verspätet hatte, das Vorfeld betrat, auf die Maschine zulief und von einem laufenden Propeller getötet wurde (siehe auch Flugunfall einer CASA Aviocar auf dem Maimun Saleh Airport 2002).

- Am 27. November 2004 verunglückte eine CASA C-212 Aviocar der zum Unternehmen Blackwater Worldwide zugehörigen Presidential Airways (N960BW) auf dem Flug von der Bagram Air Base (1.492 Meter über dem Meeresspiegel) nach Farah innerhalb Afghanistans. Die Passagiere waren drei Angehörige der US Army. Die relativ unerfahrenen Piloten waren mit der Maschine in einen Canyon ohne Ausgang eingeflogen; beim Versuch zu wenden kam es zum Strömungsabriss und Absturz. Fünf der sechs Insassen starben beim Absturz. Ein Passagier überlebte noch acht bis zehn Stunden nach dem Absturz (siehe auch Flugunfall Blackwater 61).

- Am 19. Juni 2010 stürzte eine CASA C-212-CB Aviocar 100 der Aero-Service (Republik Kongo) (TN-AFA) nahe Mintom (Kamerun) ab. Das Flugzeug war auf dem Weg von Yaoundé (Kamerun) nach Yangadou (Sangha). Die Maschine wurde zwei Tage nach dem Absturz entdeckt. Alle elf Insassen starben.[14]

- Am 29. September 2011 ging eine CASA C-212 der Nusantara Buana Air (PK-TLF) auf dem Flug von Medan nach Kuta Cane verloren. Das Wrack wurde fünf Tage später entdeckt; alle 14 Passagiere und die vier Besatzungsmitglieder waren tot.[15]

## Technische Daten
| Kenngröße             | Daten der C-212-200                             | Daten der C-212-400                                                                    |
| --------------------- | ----------------------------------------------- | -------------------------------------------------------------------------------------- |
| Besatzung             | 2                                               | 2                                                                                      |
| Länge                 | 15,16 m                                         | 16,15 m                                                                                |
| Spannweite            | 19 m                                            | 20,28 m                                                                                |
| Höhe                  | 6,29 m                                          | 6,60 m                                                                                 |
| Flügelfläche          | 40 m²                                           | 41,00 m²                                                                               |
| Flügelstreckung       | 9,0                                             | 10,0                                                                                   |
| Leermasse             | 3915 kg                                         | 4550 kg                                                                                |
| Startmasse            | 7400 kg                                         | 8100 kg                                                                                |
| Antrieb               | zwei Honeywell TPE331-10 mit je 912 PS (671 kW) | zwei AlliedSignal TPE331-12JR mit je 1100 WPS (820 kW), reduziert auf 925 WPS (690 kW) |
| Höchstgeschwindigkeit | 385 km/h                                        | 365 km/h                                                                               |
| Dienstgipfelhöhe      | 8500 m                                          | 8500 m                                                                                 |
| Reichweite            | 1620 km                                         | 2000 km                                                                                |